# Apostolische Gemeinde des Saarlandes
De Apostolische Gemeinde des Saarlandes (AGdS) is in 1952 opgericht door uitgezette leden van de Nieuw-apostolische kerk. Er ging sterke, jarenlange onenigheid over de toegewezen apostolische leiding aan vooraf.

## Ontstaan
Na de Tweede Wereldoorlog was de tendens van de Franse militaire regering en de in 1947 gevormde Saarlandse regering om Saarland los te maken van de rest van Duitsland en ook de Saarlandse kerken te zuiveren van leidinggevenden die tot de NSDAP hadden behoord. De toenmalige districtsapostel E. Buchner, opziener G. Rockenfelder en districtsevangelist F. Bischoff van de Nieuw-apostolische kerk (NAK) werden daarom in Saarland tot ongewenste personen verklaard. Zodoende werd de leiding van de NAK in Saarland begin 1949 door stamapostel J.G. Bisschof overgedragen aan de uit Zwitserland afkomstige apostelen Ernst en Otto Güttinger en Rudolf Schneider.  Zij werden echter lang niet door alle nieuw-apostolischen in Saarland geaccepteerd. Naast voortlevende nationaalsocialistische gevoelens waardoor de nieuwe apostelen werden afgewezen, was een strijdpunt ook de spoedige wederkomst van Jezus Christus.
In 1950 stuurde stamapostel J.G. Bisschof daarom de stamapostelhelper Peter Kuhlen en twee andere apostelen naar Saarland, maar een deel van de ambstdragers wees een gesprek met hen wegens aanwezigheid van de genoemde Zwitserse apostelen af. De oppositie bereikte ten slotte dat de Zwitserse apostelen werden vervangen, eerst kort door Georg Schall en vervolgens door Christian Dauber. De laatste preekte vaak over de spoedig verwachte wederkomst van Christus. Weerstand tegen zijn prediking probeerde hij te breken door excommunicatie van ambtsdragers en leden. Eind 1951 viel in de conferentie van districstapostelen het besluit dat 1264 van de ongeveer 4000 leden van de NAK-Saarland werden uitgezet.
De uitgezette leden verenigden zich begin 1952 in acht gemeenten onder leiding van de districtsevangelisten Herbert Schmidt en Georg Simon. Toen in 1954 ook de Zwitserse NAK-Apostel Otto Güttinger van zijn ambt ontheven werd, sloot hij zich aan bij de AGdS en nam er de leiding over. Spoedig volgden ook de apostelen Peter Kuhlen, Siegfried Dehmel und Ernst Dunkmann deze weg, nadat ze wegens onenigheid over de zgn. 'stamapostelboodschap' de NAK waren uitgezet. In 1955 werd de AGdS officieel als vereniging opgericht, met de toenmalige bisschop Herbert Schmidt als voorzitter.

## Verdere scheuringen
Aangezien Kuhlen in 1951 het uitzettingsbesluit van de AGdS mede ondertekend had, verliet een deel van de leden de AGdS weer toen Kuhlen zich er ook bij aansloot.
In 1957 veroorzaakte apostel Gaidies uit Essen opnieuw een scheuring met zijn bewering dat hij als enige een ware apostel was, omdat hij zich in tegenstelling tot de andere ‘loonknechten’ niet liet betalen voor zijn diensten als apostel.
In 1967 wilde apostel Kuhlen tot voorzitter van de vereniging gekozen worden. Hij werd echter afgewezen, en zijn vertrek leidde tot een nieuwe scheuring. De achtergeblevenen gingen verder onder leiding van de tot apostel gekozen opziener H. Schmidt, die diende van 1967-1984.
H. Schmidt werd in 1984 opgevolgd door O. Schmidt, die open stond voor contacten met de Apostolische Gemeinschaft (aangesloten bij de Vereniging van Apostolische Gemeenten) en de vooral met de Nieuw-apostolische kerk. Een deel van de leden dat geen contacten met de NAK wenste, zocht daarom in 1989/1990 aansluiting bij de Apostolische Gemeinschaft in Düsseldorf. De periode van apostel O. Schmidt werd bovendien gemerkt door een grondige herziening van zowel de leer en dogma’s, alsook de doelstelling van de AGdS.

## Huidige situatie
Bij de AGdS zijn momenteel ongeveer 150 actieve leden aangesloten, onder leiding van ruim een tiental ambtsdragers. Er zijn twee gemeenten, in Völklingen en in Eschringen. Sinds eind 2001 wordt de AGdS geleid door Friedhelm Gräßer.
Sinds september 2000 werd deelgenomen aan verscheidene concilies van Apostolische Gemeenten, die op initiatief van de Nieuw-apostolische kerk werden gehouden. Andere deelnemers waren de Vereniging van Apostolische Gemeenten en de Hersteld Apostolische Zendingkerk - Stam Juda. In zijn welkomsttoespraak op een van die concilies zei NA-stamapostel Fehr over de AGdS dat ze zich zo ver van de algemeen christelijke beginselen hebben verwijderd, dat ze tegenwoordig dichter bij het Unitarisme en het Arianisme staan, omdat de Goddelijkheid van Jezus wordt afgewezen – en dus ook de Apostolische geloofsbelijdenis. De Bijbel wordt niet dogmatisch als Gods woord beschouwd.
Het kwartaalblad van de AGdS heet "Wahrheit". Hierin werd in 2004 onder meer het standpunt verdedigd dat homoseksuele ambtsdragers in de AGdS tot de mogelijkheden moeten kunnen behoren, onder andere op basis van Jezus' woorden "Oordeelt niet, opdat gij niet geoordeeld wordt."